# Gustducyna

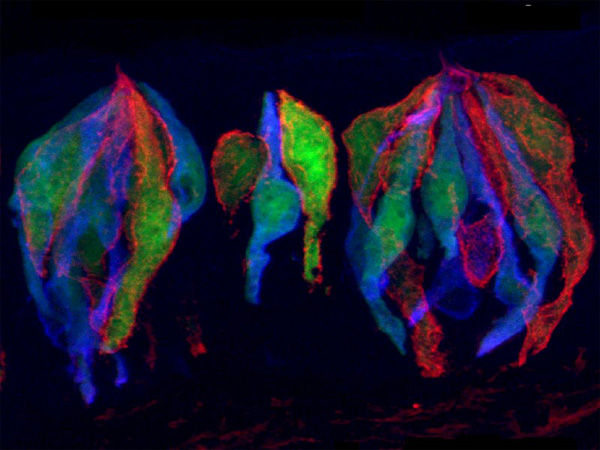
Otrzymany przy użyciu barwienia iummunohistochemicznego obraz komórki smakowej języka typu II, kolor czerwony obrazuje rozmieszczenie białka G14, a niebieski – G-gustducyny

Gustducyna – białko, którego funkcja związana jest z odczuwaniem smaku. Należy do białek G i przypomina budową transducynę – białko siatkówki. Odgrywa rolę w odczuwaniu bodźców smakowych: gorzkich, słodkich i smaku umami. U człowieka białko gustducyny kodowane jest przez gen GNAT3 w locus 7q21.11.